# Jindřich II. Šlik (hrabě)
Jindřich II. hrabě Šlik (německy Heinrich II. Graf Schlik, 1480–1528) byl český šlechtic z ostrovské linie Šliků.

## Život
Narodil se jako čtvrtý syn Kašpara II. Šlika, zakladatele ostrovské linie a jeho manželky Alžběty hraběnky z Gutštejna. Jeho bratr Štěpán byl slavný císařský voják, jenž padl v bitvě u Moháče.
Při dělení rodových panství po smrti otce získal Ostrov. Později zakoupil ještě další panství Hauenštejn a Himlštejn.
Z jeho manželství s hraběnkou Hipolytou z Hohenlohe se narodili synové Kašpar a Jindřich, kteří později založili dvě vedlejší větve ostrovské linie.
Jindřich nechal vyrazit dvě medaile související s ním a jeho manželkou Hipolytou, obě jsou uvedeny v Soupisu českých soukromých mincí a medailí na tabulce 39 pod čísly 417 a 418.